# Menedżerska Akademia Nauk Stosowanych w Warszawie
Menedżerska Akademia Nauk Stosowanych w Warszawie (MANS, do 2022 Wyższa Szkoła Menedżerska) – niepubliczna uczelnia z siedzibą w Warszawie przy ul. Kawęczyńskiej 36, w dzielnicy Praga-Północ.

## Działalność
Została założona w 1995 roku pod nazwą Wyższa Szkoła Menedżerska przez Stowarzyszenie Inicjatyw Gospodarczych w Warszawie. 22 czerwca 1995 Minister Edukacji Narodowej wydał decyzję o jej wpisaniu do rejestru uczelni niepublicznych pod nr 60. Decyzją MEN nr DNS 1-0145-412/TBM/2000 z dnia 4 lipca 2000 uczelnia otrzymała uprawnienia do prowadzenia studiów magisterskich na kierunku Zarządzanie.
Kształci na studiach licencjackich i inżynierskich oraz prowadzi zarówno 5-letnie, jak i uzupełniające studia magisterskie. Ponadto posiada ofertę w zakresie studiów podyplomowych. W WSM utworzono 4 wydziały (w tym 1 zamiejscowy w Ciechanowie) z pięcioma różnymi kierunkami nauczania. Aktualnie uczelnia dąży do uzyskania prawa doktoryzowania. Od lipca 2001 roku WSM prowadzi także własne Gimnazjum i Liceum Akademickie. Od 2003 roku Uczelnia należy do systemu brytyjskiej akredytacji BTEC.
Posiada 8000 studentów w Warszawie, Bełchatowie i Ciechanowie na 10 kierunkach: administracja, bezpieczeństwo narodowe, europeistyka, informatyka, pedagogika, politologia, prawo, stosunki międzynarodowe, zarządzanie, zarządzanie i inżynieria produkcji. Do chwili obecnej uczelnia wydała ponad 33 000 dyplomów.
Od początku funkcjonowania uczelnia prowadzi aktywną współpracę międzynarodową z uczelniami, m.in. z Belgii, Białorusi, Danii, Finlandii, Francji, Irlandii, Niemiec, Norwegii, Hiszpanii, Rosji, Stanów Zjednoczonych, Ukrainy, Wielkiej Brytanii. Posiada Kartę Erasmusa.
Jako pierwsza spośród polskich uczelni niepublicznych zorganizowała Biuro Karier, które zajmuje się gromadzeniem i udostępnianiem informacji o zawodach łączących się z profilem szkoły, rynkiem pracy, możliwościami zdobywania kwalifikacji zawodowych oraz pomaganiem zainteresowanym w podejmowaniu decyzji w sprawach edukacji i pracy. Biuro Karier zainaugurowało swoją działalność pod koniec września 2000.
W 2022 roku uczelnia zmieniła nazwę z Wyższej Szkoły Menedżerskiej na Menedżerską Akademię Nauk Stosowanych.
Kampus XXI wieku
W 2005 r. uczelnia oddała do użytku przy ul. Kawęczyńskiej 36 na warszawskiej Pradze nową część kampusu, zwanego „Kampusem XXI wieku”.
Dzięki tej infrastrukturze uczelnia zwiększyła liczbę sal wykładowych oraz nowoczesnych laboratoriów. Nowy Kampus posiada salę koncertowo-widowiskową (na 700 miejsc), basen pływacki, dwie hale sportowe (w tym jedną pełnowymiarową), akademik, podziemne parkingi.

### Kierunki studiów[3]
- Administracja – studia I i II stopnia (stacjonarne i niestacjonarne)
- Prawo – jednolite studia magisterskie (stacjonarne i niestacjonarne)
- Bezpieczeństwo narodowe – studia I stopnia (stacjonarne i niestacjonarne)
- Psychologia – jednolite studia magisterskie (stacjonarne i niestacjonarne)
- Zarządzanie – studia I i II stopnia (stacjonarne i niestacjonarne)
- Zarządzanie i Inżynieria Produkcji – studia inżynierskie (stacjonarne i niestacjonarne)
- Informatyka – studia inżynierskie (stacjonarne i niestacjonarne)
- Finanse i Rachunkowość – studia I stopnia (stacjonarne i niestacjonarne)
- Pedagogika Przedszkolna i Wczesnoszkolna – studia jednolite magisterskie (stacjonarne i niestacjonarne)
- Kryminologia – studia I i II stopnia (stacjonarne i niestacjonarne)
- Pedagogika – studia I stopnia (stacjonarne i niestacjonarne)

### Władze[4]
- Prezydent prof. dr hab., dr h.c.m. Stanisław Dawidziuk
- Rektor – dr hab. inż. Zbigniew Ciekanowski prof. WSM
- Prorektor – dr Joanna Michalak-Dawidziuk
- Dziekan Wydziału Zarządzania i Nauk Technicznych – dr Agnieszka Król
- Dziekan Wydziału Pedagogiki i Psychologii – dr Izabella Kust
- Dziekan Wydziału Nauk Prawnych, Administracji i Bezpieczeństwa – dr Monika Bychowska
- Kanclerz – mgr Radosław Dawidziuk